# Michael Collins (coureur)
Michael Collins (ca. 1954 - † omgeving Laxey, 3 juni 1970) was een Engels motorcoureur. 
Mick Collins was een boilerbouwer uit Crayford die rond 1963 begon met motorracen. In 1969 was hij met een 500cc-Seeley zesde geworden in de Senior Race van de Manx Grand Prix waardoor hij de Newcomers Award won. De Manx Grand Prix was een race voor amateurs. Wie daar goed presteerde mocht debuteren in de meer professionele Isle of Man TT, die in het voorjaar werd gereden. Collins kende zijn machine erg goed, want hij hielp Colin Seeley met het bouwen van zijn motorfietsen en testte deze ook op Brands Hatch. De Senior TT van 1970 werd verreden op 12 juni 1970, maar in de week ervoor begonnen de eerste trainingen al. Tijdens de training op 3 juni verongelukte Michael Collins. In zijn tweede ronde raakte hij bij de Verandah van de weg en vloog door een hek waardoor hij om het leven kwam.